# Solre-le-Château
Solre-le-Château – miejscowość i gmina we Francji, w regionie Hauts-de-France, w departamencie Nord.
Według danych na rok 1990 gminę zamieszkiwało 1951 osób, a gęstość zaludnienia wynosiła 142 osób/km² (wśród 1549 gmin regionu Nord-Pas-de-Calais Solre-le-Château plasuje się na 369. miejscu pod względem liczby ludności, natomiast pod względem powierzchni na miejscu 154.).